# گرندویل (میشیگان)
گرندویل، میشیگان (به انگلیسی: Grandville, Michigan) یک شهر در ایالات متحده آمریکا با جمعیت ۱۵٬۳۷۸ نفر است که در میشیگان واقع شده‌است.

## موقعیت جغرافیایی
موقعیت جغرافیایی شهرها و مناطق اطراف به شرح زیر است: